# Ptolomeo VI
Ptolomeo VI Filométor, "el que ama a su madre" (en griego: Πτολεμαίος Φιλομήτωρ), faraón perteneciente a la dinastía ptolemaica de Egipto que gobernó entre 181 y 145 a. C.

## Biografía
Accedió al trono siendo un niño y su madre Cleopatra I actuó como regente hasta su muerte en 176. Después, el joven rey cayó bajo la influencia de sus cortesanos. En 173 se casó con su hermana, Cleopatra II, y en 170 la asoció al trono junto a su otro hermano, Ptolomeo Fiscón.
Bajo la incitación de sus ministros invadió Celesiria en 170, pero la contraofensiva seléucida fue imparable, y Antíoco IV, tras invadir Egipto (llegando hasta Menfis) el mismo año, capturó a Ptolomeo VI. El ejército de Antioco Epifanes derrotó en la batalla al rey egipcio Ptolomeo Filométor. Antioco era el tío del rey egipcio, porque Cleopatra I era su hermana.No obstante le mantuvo como mero rey títere. Los alejandrinos se opusieron a ello y reaccionaron proclamando faraón a su hermano como Ptolomeo VIII. Luego, sin embargo, durante una ausencia de Antíoco los dos hermanos acordaron gobernar juntos. Esto provocó un segundo ataque de Antíoco, pero cuando este asediaba Alejandría, Roma (aliada de Egipto), mediante sólo su embajador Cayo Popilio Lenas (lo que prueba su ya poderosa influencia en el Mediterráneo oriental) le obligó a retirarse inmediatamente (168). Más tarde, aprovechando la muerte de Antíoco IV (164), Ptolomeo VI intervendría en las disputas internas en Siria, primero apoyando, y después atacando, al usurpador Alejandro Balas.
La política interior de Egipto se caracterizó por intensas luchas dinásticas entre Ptolomeo Filométor y su hermano Ptolomeo Evérgetes (apodado popularmente Fiscón). En 164 Roma dictó una partición de los dominios del reino entre los dos hermanos contendientes: Egipto y Chipre para Filométor y Cirene para Evérgetes. A pesar de que luego volvieron las disputas entre ambos, terminaron aceptando finalmente el reparto inicial.
Alrededor de 150 a. C., reconoció a Alejandro Balas como rey seléucida, entregándole en matrimonio a su hija, Cleopatra Tea, ceremonia que tuvo lugar en Ptolemais Akko. Sin embargo, en 145 a. C., mientras Alejandro estaba reprimiendo una rebelión en Cilicia, Ptolomeo VI invadió Siria, asegurándose un paso a través de Judea, cuyo gobernante, Jonatán Macabeo era vasallo de Alejandro, y capturando la ciudad de Seleucia Pieria. Luego, volvió a casar a su hija con el rival de Alejandro, Demetrio II, y marchó a Antioquía, donde se coronó como Rey de Asia. Alejandro fue derrotado por Ptolomeo cuando volvió de Cilicia, y huyó a Arabia, donde fue asesinado. Por primera vez desde la muerte de Alejandro Magno, Egipto y Siria estaban unidos. Sin embargo, Ptolomeo murió tres días más tarde en circunstancias desconocidas.
Probablemente como resultado de sus heridas en la Batalla del Enoparo
Su hermana y viuda Cleopatra II hizo coronar entonces al hijo de ambos como Ptolomeo VII Neo Filopátor. Pero ese mismo año Fiscón volvió a Egipto, asesinó al nuevo faraón, se autoproclamó rey con el nombre de Ptolomeo VIII Evérgetes II, y se casó con Cleopatra II (también hermana suya).

## Testimonios de su época

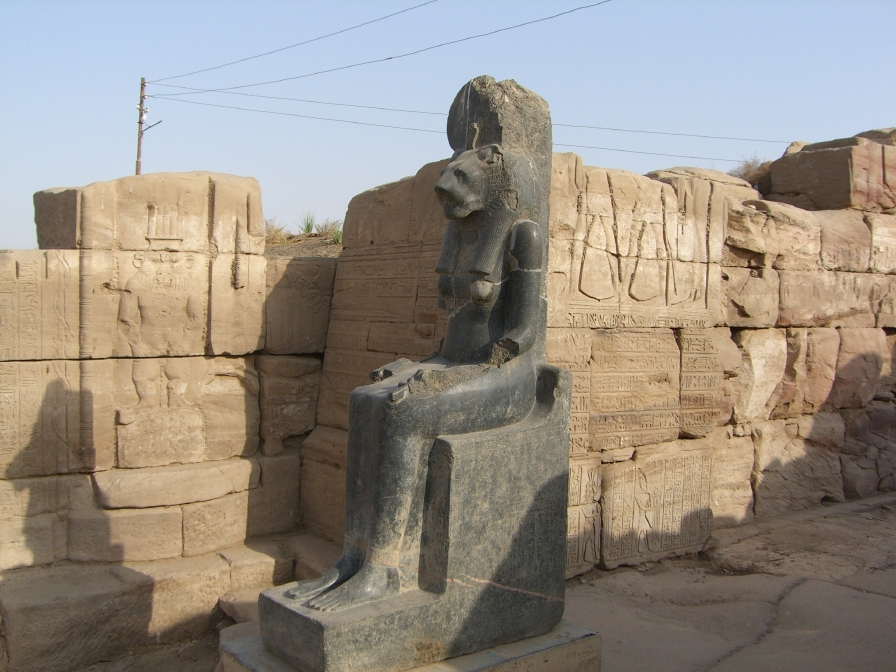
Puerta del templo de Mut, en Karnak, con el nombre grabado de Ptolomeo VI.

- Templo doble en Kom Ombo (Arnold 1999:187 - 189)
- Templo para Horus de Mesen en Tanis (Arnold 1999:183)
- Templo Israelita en Tell el-Yahudiya (Arnold 1999:183)
- Pronaos para el templo de Nemty en Qau El-Kebir (Antaeópolis) (Arnold 1999:184)
- Capilla pequeña en Dióspolis Parva (Hu) (Arnold 1999:184)
- Casa del nacimiento, mammisi, del Isis en Dendera (Arnold 1999:187)
- Trabajos de restauración en la puerta del segundo pilono (Arnold 1999:187)
- Bloques de Armant (Arnold 1999:187)
- Templo de Jnum y Satet en Elefantina (Arnold 1999:189)
- Trabajos constructivos en File (Arnold 1999:190)
- Trabajos en el templo de Debod (Arnold 1999:193)

## Titulatura
- Nombre de Horus: Tyeniemjet Heterhepuanjhermesjenetsen
- Nombre de Nebty: Nebtyemmaat Sejaensuitef
- Nombre de Hor-Nub: Uerpehty Nebhabusedmiptah-tatyenenitnecheru Itymira

| Titulatura | Jeroglífico | Transliteración (transcripción) - traducción - (referencias) |

| R8 | O1 | D21 · D54 | R8 | F44 · N35 | Q3 · X1 | V28 | L1 · D21 | U21 · N35 | C2 | C12 | D4 · Aa11 | X1 · H8 |

| R8 | O1 | D21 · D54 | R8 | F44 · N35 | Q3 · X1 | V28 | L1 · D21 | U21 · N35 | C2 | C12 | D4 · Aa11 | X1 · H8 |

| R8 | O1 | D21 · D54 | R8 | F44 · N35 | Q3 · X1 | V28 | L1 · D21 | U21 · N35 | C2 | C12 | D4 · Aa11 | X1 · H8 |

| R8 | O1 | D21 · D54 | R8 | F44 · N35 | Q3 · X1 | V28 | L1 · D21 | U21 · N35 | C2 | C12 | D4 · Aa11 | X1 · H8 |

| R8 | O1 | D21 · D54 | R8 | F44 · N35 | Q3 · X1 | V28 | L1 · D21 | U21 · N35 | C2 | C12 | D4 · Aa11 | X1 · H8 |

| R8 | O1 | D21 · D54 | R8 | F44 · N35 | Q3 · X1 | V28 | L1 · D21 | U21 · N35 | C2 | C12 | D4 · Aa11 | X1 · H8 |

| R8 | O1 | D21 · D54 | R8 | F44 · N35 | Q3 · X1 | V28 | L1 · D21 | U21 · N35 | C2 | C12 | D4 · Aa11 | X1 · H8 |

| R8 | O1 | D21 · D54 | R8 | F44 · N35 | Q3 · X1 | V28 | L1 · D21 | U21 · N35 | C2 | C12 | D4 · Aa11 | X1 · H8 |

| R8 | O1 | D21 · D54 | R8 | F44 · N35 | Q3 · X1 | V28 | L1 · D21 | U21 · N35 | C2 | C12 | D4 · Aa11 | X1 · H8 |

| R8 | O1 | D21 · D54 | R8 | F44 · N35 | Q3 · X1 | V28 | L1 · D21 | U21 · N35 | C2 | C12 | D4 · Aa11 | X1 · H8 |

| R8 | O1 | D21 · D54 | R8 | F44 · N35 | Q3 · X1 | V28 | L1 · D21 | U21 · N35 | C2 | C12 | D4 · Aa11 | X1 · H8 |

| R8 | O1 | D21 · D54 | R8 | F44 · N35 | Q3 · X1 | V28 | L1 · D21 | U21 · N35 | C2 | C12 | D4 · Aa11 | X1 · H8 |

| R8 | O1 | D21 · D54 | R8 | F44 · N35 | Q3 · X1 | V28 | L1 · D21 | U21 · N35 | C2 | C12 | D4 · Aa11 | X1 · H8 |

| R8 | O1 | D21 · D54 | R8 | F44 · N35 | Q3 · X1 | V28 | L1 · D21 | U21 · N35 | C2 | C12 | D4 · Aa11 | X1 · H8 |

| R8 | O1 | D21 · D54 | R8 | F44 · N35 | Q3 · X1 | V28 | L1 · D21 | U21 · N35 | C2 | C12 | D4 · Aa11 | X1 · H8 |

| R8 | O1 | D21 · D54 | R8 | F44 · N35 | Q3 · X1 | V28 | L1 · D21 | U21 · N35 | C2 | C12 | D4 · Aa11 | X1 · H8 |

|  | ỉwˁ n nṯr.wy pr.wy stp n ptḥ wsr kȝ rˁ ḫpr nrˁ ỉr mȝˁ.t ỉmn (iuaennecheruyperuy setepenptah jeperenra irmaatamon) Heredero de los dioses Epifanes, Elegido de Ptah, Manifestación de Ra, Quien hace justicia a Amón (Templo de Kom Ombo) |

| Q3 · X1 | V4 | E23 · Aa15 | M17 | M17 | S29 | S34 | D&t&N17 | Q3 · X1 | V28 | N36 |

| Q3 · X1 | V4 | E23 · Aa15 | M17 | M17 | S29 | S34 | D&t&N17 | Q3 · X1 | V28 | N36 |

| Q3 · X1 | V4 | E23 · Aa15 | M17 | M17 | S29 | S34 | D&t&N17 | Q3 · X1 | V28 | N36 |

| Q3 · X1 | V4 | E23 · Aa15 | M17 | M17 | S29 | S34 | D&t&N17 | Q3 · X1 | V28 | N36 |

| Q3 · X1 | V4 | E23 · Aa15 | M17 | M17 | S29 | S34 | D&t&N17 | Q3 · X1 | V28 | N36 |

| Q3 · X1 | V4 | E23 · Aa15 | M17 | M17 | S29 | S34 | D&t&N17 | Q3 · X1 | V28 | N36 |

| Q3 · X1 | V4 | E23 · Aa15 | M17 | M17 | S29 | S34 | D&t&N17 | Q3 · X1 | V28 | N36 |

| Q3 · X1 | V4 | E23 · Aa15 | M17 | M17 | S29 | S34 | D&t&N17 | Q3 · X1 | V28 | N36 |

| Q3 · X1 | V4 | E23 · Aa15 | M17 | M17 | S29 | S34 | D&t&N17 | Q3 · X1 | V28 | N36 |

| Q3 · X1 | V4 | E23 · Aa15 | M17 | M17 | S29 | S34 | D&t&N17 | Q3 · X1 | V28 | N36 |

| Q3 · X1 | V4 | E23 · Aa15 | M17 | M17 | S29 | S34 | D&t&N17 | Q3 · X1 | V28 | N36 |

| Q3 · X1 | V4 | E23 · Aa15 | M17 | M17 | S29 | S34 | D&t&N17 | Q3 · X1 | V28 | N36 |

| Q3 · X1 | V4 | E23 · Aa15 | M17 | M17 | S29 | S34 | D&t&N17 | Q3 · X1 | V28 | N36 |

| Q3 · X1 | V4 | E23 · Aa15 | M17 | M17 | S29 | S34 | D&t&N17 | Q3 · X1 | V28 | N36 |

| Q3 · X1 | V4 | E23 · Aa15 | M17 | M17 | S29 | S34 | D&t&N17 | Q3 · X1 | V28 | N36 |

| Q3 · X1 | V4 | E23 · Aa15 | M17 | M17 | S29 | S34 | D&t&N17 | Q3 · X1 | V28 | N36 |

## Sucesión
| Predecesor: Ptolomeo V EpífanesPtolomeo VIII Evergetes II | Faraón de Egipto (Dinastía Ptolemaica) 180 - 164 a. C. como corregente Cleopatra I (180-176 a. C.), con Cleopatra II (175-164 a. C.) y Ptolomeo VIII Evergétes II (170-164 a. C)163 - 145 a. C. como corregente Cleopatra II (164-145 a. C.) y Ptolomeo VII Neo Filopátor (145 a. C.) | Sucesor: Ptolomeo VIII Evergetes IIPtolomeo VII Neo Filopátor |